# Western (ligne rose du métro de Chicago)
Pour les articles homonymes, voir Western (homonymie).
Ne doit pas être confondu avec Western (ligne bleue sud du métro de Chicago), Western (ligne bleue nord du métro de Chicago), Western (ligne brune du métro de Chicago) ou Western (ligne orange du métro de Chicago).
Western est une station aérienne de la ligne rose du métro de Chicago située au sud-ouest du Loop à proximité du quartier de Pilsen. Elle offre une correspondance à la station Western/ 18th Street du Metra ou s’arrête la ligne BNSF.

## Description
Établie en aérien, la station Western est située sur la ligne rose du métro de Chicago, entre les stations California, en direction de 54th/Cermak, et Damen, en direction du Loop.
Elle a été ouverte le 7 septembre 1896 par la Metropolitan West Side Elevated dont elle servait de terminus jusqu’à l’extension de 1902. Dès son ouverture elle était composée de deux quais et elle ne fut modifiée qu’en 1930 date à laquelle il fut décidé d’ériger une façade beige de type Art déco afin de mieux coller au quartier plutôt huppé de Western Avenue. Le bâtiment était surmonté d’une inscription verte moulée  ‘L’ Rapid Transit ‘L’   typique des autres stations du réseau de cette époque sur Western Avenue. 
Cette inscription protégée existe toujours aujourd’hui mais a été déplacée. 
Bien que l'ajout de la façade moderne soit peut-être le changement le plus significatif de la station, plusieurs autres modifications ont été effectuées avec le temps. L'intérieur a été largement modifié vu que l’ajout de la façade ne pouvait se faire que sur le bâtiment existant, la salle des guichets rétrécie fut réaménagée mais compensée par la construction d’une petite salle sur le côté sud pour abriter les locaux techniques. 
Avant la rénovation de l’ensemble de la Douglas Branch, cette station était la dernière à conserver des éléments originaux de sa construction, toutes les autres, même si elles ont été protégées, n’ont conservé que leur façade, le reste de la station ayant à chaque fois détruit pour en reconstruire une neuve. 
La Chicago Transit Authority commença le démontage morceau par morceau de la façade de la station, le 20 octobre 2002 avant de la fermer complètement pour le reste des travaux le 30 novembre 2002.
Durant sa rénovation, la station fut entièrement démantelée, les quais reconstruit et un nouveau bâtiment d’entrée fut érigé en y englobant des ascenseurs afin d’accéder aux quais. 
Western fut réinaugurée le 4 juin 2004 par le président de la Chicago Transit Authority, Frank Krusei. 
L’ancienne façade fut réassemblée sur le trottoir opposé de la station lui faisant désormais face. 
Après avoir mené une étude sur la mobilité sur les zones de mobilité dans le sud-ouest de la ville en 2004, la Chicago Transit Authority décida de créer une nouvelle ligne pour desservir la station et l’ensemble de la Douglas Branch. 

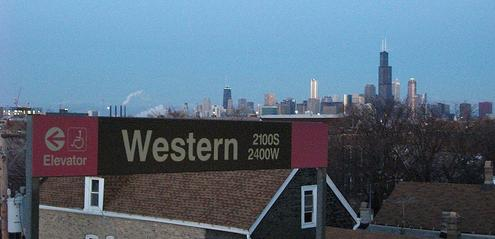
Skyline de Chicago depuis Western

À partir de 2006, la ligne rose reprit l’ancien tronçon délaissé temporairement par la ligne bleue avant que le nouvel itinéraire via le loop et le Paulina Connector ne soit confirmé définitivement le 25 avril 2008. 
Western est accessible aux personnes handicapées et 321 939 passagers y ont transité en 2008.

## Dessertes
| Nord/Ouest                  |  |            |  | Sud/Est                               |
| --------------------------- |  | ---------- |  | ------------------------------------- |
| California vers 54th/Cermak |  | ligne rose |  | Damen vers 54th/Cermak via Clark/Lake |
| modifier sur Wikidata       |  |            |  |                                       |

## Correspondances avec lebus
Avec les bus de la Chicago Transit Authority :
- #21 Cermak
- #49 Western (Owl Service - Service de nuit)
- #X49 Western Express